# Globitarsus angustus
Globitarsus angustus is een hooiwagen uit de familie Cranaidae.